# Казанский район (Марийская АССР)
Казанский район — упразднённая административно-территориальная единица в составе Марийской АССР, существовавшая в 1943—1959 годах. Административный центр — село Казанское.
Казанский район был образован 6 декабря 1943 года в составе Марийской АССР из 10 сельсоветов, выделенных из Сернурского района.
На 1 июля 1945 года территория района составляла 0,5 тыс. км². Район включал 10 сельсоветов:
- Ершинский
- Казанский
- Кукнурский
- Кускинский
- Купсолинский
- Марьинский
- Мари-Солипский
- Лопипский
- Шарнинский
- Эшполдинский

11 марта 1959 года Казанский район был упразднён.